# 王搢
王搢（1870年—1941年2月3日），字淨生〔淨笙、縉紳〕，一字龍定居士，四川省西充縣人，光緒二十三年丁酉科拔貢，民國元年二月任巴中縣知事，歷任閬中縣知事，民國二十四年任《鄰水縣志》總纂。